# Палестинский центральный совет
Палестинский центральный совет, также известный как Центральный совет ООП, является одним из институтов Организации освобождения Палестины (ООП). Палестинский центральный совет принимает политические решения, когда Палестинский национальный совет (ПНС, PNC) не заседает. Палестинский центральный совет действует как связующее звено между Палестинским национальным советом и Исполнительным комитетом ООП. Палестинский центральный совет избирается ПНС после выдвижения кандидатуры исполнительным директором Организации освобождения Палестины и возглавляется президентом ПНС.

## Участники
Число участников совета постепенно возрастало, в 1976 году — 42, в 1977 году — 55, в 1984 году — 72, 107 в начале 1990-х годов, 95 в середине 1990-х и 124 в 1996 году. По состоянию на апрель 1996 года Палестинский центральный совет состоял из 124 членов от Исполнительного комитета ООП, ПНС, Палестинского законодательного совета и других палестинских организаций.

## История
5 января 2013 года было объявлено, что ООП делегировала обязанности правительства и парламента Палестинской автономии Центральному совету.